# Erich Graff

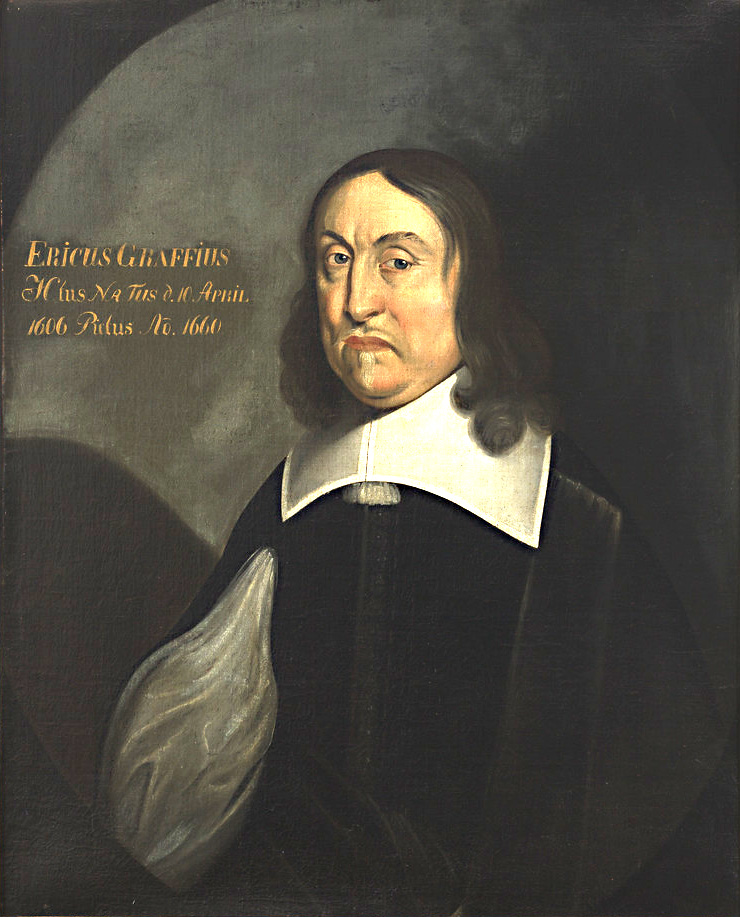
Erich Graff

Erich Graff (latinisiert: Ericus Graffius; * 10. April 1607 in Marburg; † 4. Mai 1683 ebenda) war ein deutscher Rechtswissenschaftler und Hochschullehrer.

## Leben
Graff war Sohn eines Apothekers. Er absolvierte das Pädagogium Marburg und nahm ab Ostern 1623 das Studium der Rechtswissenschaft an der Universität Marburg auf. Außerdem hörte er Vorlesungen in Philosophie. Nach Abschluss des Studiums nahm er 1631 eine Stellung als Hofmeister beim Geheimen Rat und Kammerpräsidenten Johann Caspar Freiherr von Dörnberg an. Als in den Wirren des Dreißigjährigen Krieges die Abtei Fulda an Hessen fiel, wurde er 1632 von Landgraf Wilhelm V. von Hessen-Kassel als Assessor der Kanzlei in Fulda eingesetzt. Am 24. März 1634 wurde er mit der Dissertation De ineunda rei debitae aestimatione an der Universität Gießen zum Dr. jur. promoviert.
Graff folgte noch 1634 dem Ruf als ordentlicher Professor der Rechte an die Universität Kassel. In den Jahren 1638 und 1650 war er Rektor an der Hochschule. Nachdem diese wieder in die Marburger Universität eingegliedert wurde, erhielt er 1653 die dritte ordentliche Professur der Rechte. Außerdem wurde er zum Fürstlichen Rat ernannt und als Universitätssyndicus eingesetzt. Nach der Ablehnung eines Rufs als erster Professor der Rechte an die neugegründete Universität Duisburg erhielt er 1655 die zweite Professur der Rechte in Marburg und schließlich 1660 die erste Professur. In den Jahren 1654, 1671 und 1678 war er Dekan der juristischen Fakultät sowie in den Jahren 1655 und 1674 Rektor der Universität.
Graff war in den Jahren 1656, 1658 und 1663 Deputierter der Universität Marburg bei den Landtagen in Kassel, ab 1656 Mitglied der Kommission zur Kodifizierung des hessischen Landrechts und 1663 Samthofgerichtsassessor. Am 20. August 1672 wurde er außerdem Vizekanzler der Universität Marburg.

## Werke (Auswahl)
- De ineunda rei debitae aestimatione, 1634.
- Panegyricus in obitum Wilhelmi VI. Hass. Landgravii.